# Redstone (raketa)
Redstone (vojno poznat i kao PGM-11A ili SSM-A-14 ) bio je prvi balistički projektil Sjedinjenih Država. Baziran je na tehnologiji njemačke rakete A4 i uglavnom je razvijen uz sudjelovanje njemačkih raketnih inženjera pod Walterom Dornbergerom i Wernherom von Braunom.
Projektil je mogao nositi nuklearnu bojnu glavu od 3000 kg s eksplozivnom snagom do 3,75 Mt (TNT ekvivalent) s dometom preko 322 km, što ga je činilo projektilom kratkog dometa. S manjom bojnom glavom od 500 kt (TNT) imao je domet od 800 km i time je bio projektil srednjeg dometa.

## Raspoređivanje
U Saveznoj Republici Njemačkoj od lipnja 1958. do lipnja 1964. godine na lokacijama američke vojske kod 40. topničke grupe u Wackernheimu i 46. topničke grupe  u Neckarsulmu nalazile su se četiri mobilne lansirne rampe s pripadajućom opremom i po jednom raketom.  Projektili Redstone također su bili stacionirani u Italiji i Turskoj, a iz Turske su povučeni nakon Kubanske raketne krize.

## Tehničke specifikacije
|                       | Redstone                           | Jupiter-C/Juno-1        | Redstone Merkur     |
| --------------------- | ---------------------------------- | ----------------------- | ------------------- |
| duljina               | 21,1m                              | 21,3 m                  | 25,5 m              |
| raspon                | 3,66 m                             | 3,66 m                  | 3,66 m              |
| promjer               | 1,78 m                             | 1,78 m                  | 1,78 m              |
| početna masa          | 29,0 t                             | 31,5 tona               | ~30t                |
| faze                  | 1                                  | 4                       | 1                   |
| 1. stupanj            |                                    |                         |                     |
| motor                 | Rocketdyne NAA75-100 s potisnicima | Rocketdyne Dyne A-7     | Rocketdyne Dyne A-7 |
| početni potisak       | 347 kN                             | 369 kN                  | 357kN               |
| gorivo                | etanol i LOX                       | Hydyne i LOX            | etanol i LOX        |
| vrijeme sagorijevanja | 135s                               | 155s                    | 155s                |
| masa                  | 28,4 / 3,89 t                      | 30,96 / 6,16t           | 30,96 / 6,16t       |
| 2. stupanj            |                                    |                         |                     |
| potisak               |                                    | 73,4 kN                 |                     |
| gorivo                |                                    | AP / polisulfid         |                     |
| masa                  |                                    | 327/90 kg               |                     |
| vrijeme sagorijevanja |                                    | 6,5s                    |                     |
| duljina               |                                    | 1,3 m                   |                     |
| promjer               |                                    | 0,86 m                  |                     |
| 3. stupanj            |                                    |                         |                     |
| potisak               |                                    | 24,0 kN                 |                     |
| gorivo                |                                    | AP / polisulfid         |                     |
| masa                  |                                    | 94/28 kg                |                     |
| vrijeme sagorijevanja |                                    | 6,5s                    |                     |
| duljina               |                                    | 1,3 m                   |                     |
| promjer               |                                    | 0,41 m                  |                     |
| 4. stupanj            |                                    |                         |                     |
| potisak               |                                    | 8,0 kN                  |                     |
| gorivo                |                                    | AP/ polipropilen glikol |                     |
| masa                  |                                    | 27/5 kg                 |                     |
| vrijeme sagorijevanja |                                    | 6,5s                    |                     |
| duljina               |                                    | 1,3 m                   |                     |
| promjer               |                                    | 0,15 m                  |                     |